# Nate Darling
Nathan Joseph "Nate" Darling, född 30 augusti 1998 i Halifax i Nova Scotia, är en kanadensisk professionell basketspelare (SG) som spelar för Brooklyn Nets i National Basketball Association (NBA). Han har tidigare spelat för Charlotte Hornets.
Darling blev aldrig NBA-draftad
Innan han blev proffs studerade Darling först på University of Alabama at Birmingham och spelade för deras idrottsförening UAB Blazers. Han blev senare överförd till University of Delaware för spel i Delaware Fightin' Blue Hens.